# Galatie
Pour les articles homonymes, voir Galatie (homonymie).
La Galatie est une région historique d'Anatolie (autour de l'actuelle Ankara), dont le nom vient d'un peuple celte (les Galates) qui y a migré dans l'Antiquité, aux alentours de 279 av. J.-C.
Géographiquement, elle est délimitée par le royaume du Pont et la Paphlagonie au nord, la Cappadoce à l'est, le royaume de Pergame au sud et la Bithynie à l'ouest.

## Histoire

Mouvements des groupes celtes de la Grande Expédition (280-279).

Voyant les Galates comme des sauvages hellénisés, Francis Bacon et d'autres écrivains de la Renaissance les appelaient « Gallo-Graeci », des « Gaulois installés chez les Grecs » et leur pays, « Gallo-Grecia », comme l'avait fait au IIIe siècle l'historien latin Justin. Le terme le plus courant dans l'Antiquité est Ἑλληνογαλάται (Hellēnogalátai) dans la Bibliotheca historica de Diodore de Sicile, v.32.5, dans un passage : «... et ont été appelés gallo-Graeci raison de leur lien avec les Grecs », identifiant ainsi la Galatie à l'Est grec par opposition à la Gaule à l'Ouest. Selon saint Jérôme, ils partageaient leur langue avec celle des Trévires, qui se localisent, eux, en Gaule belgique.

### Antiquité

#### Période hellénistique
Les Galates d'Asie mineure faisaient partie à l'origine de la troisième vague de la grande migration celtique qui a envahi la Macédoine, lors de la Grande Expédition dirigée par Brennos durant l'année 279 av. J.-C..
Une partie de l’armée emmenée par Léonor et Lutor ayant pénétré en Thrace, prend la direction de la mer Noire sous le commandement de Comontor(ios) (de). Ce groupe fonde en -277, aux portes de Byzance, le Royaume de Tylis qui sera conquis par les Thraces vers -212. Un dernier groupe, le plus important, passe au service de Nicomède Ier, roi de Bithynie, qui l'installe en Anatolie : ce sont les Galates (« à la peau laiteuse » en grec) qui y fondent la Galatie.

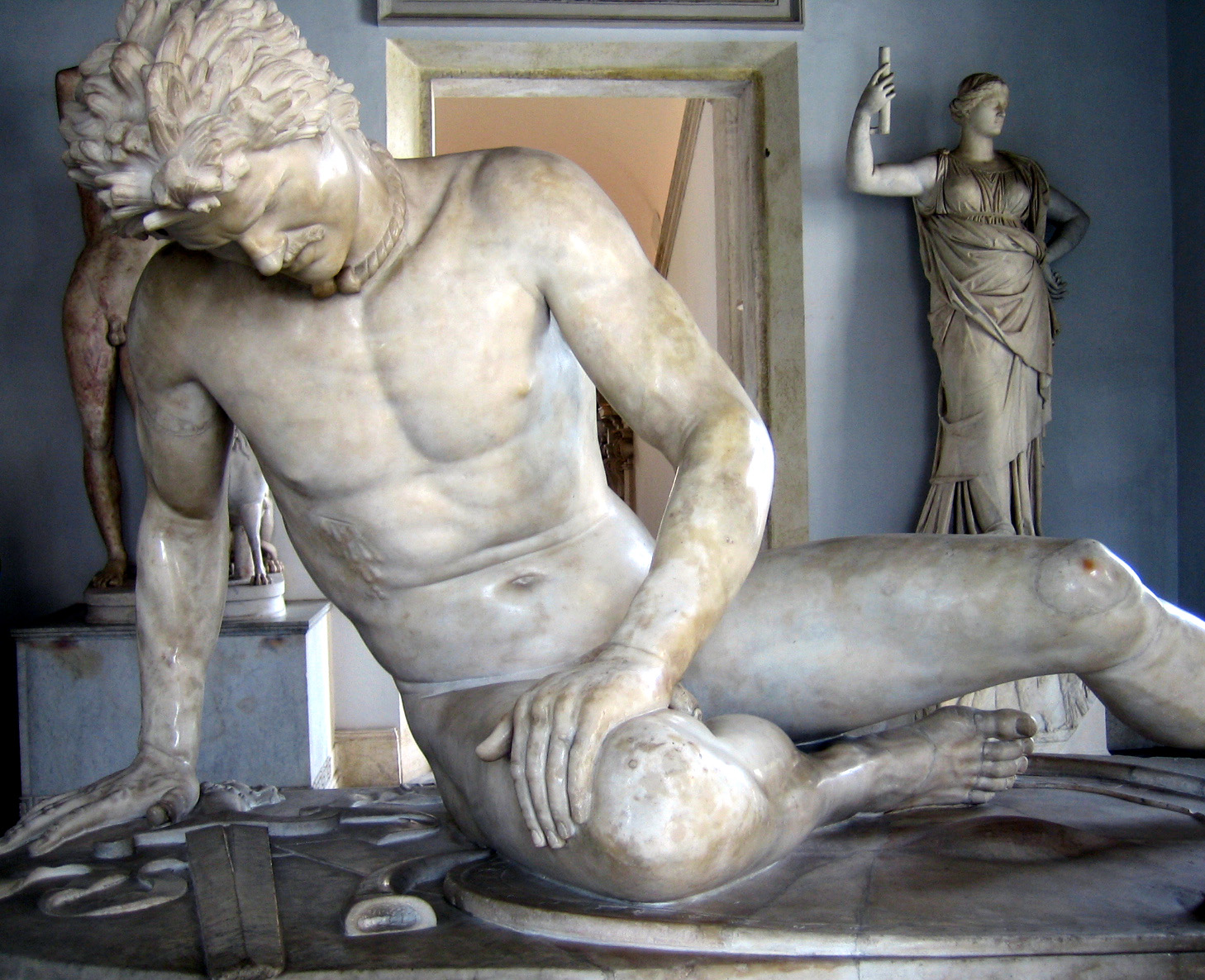
Le Galate mourant, copie romaine d'une sculpture grecque d'un soldat galatien, commandée entre 230 et 220 av. J.-C. par Attale Ier de Pergame pour commémorer sa victoire sur les Galates.

Après avoir été défaits par Attale Ier de Pergame, en 232 av. J.-C., les Galates se regroupèrent en trois tribus principales : les Trocmes, les Tolistobogiens et les Tectosages autour de Tavium, Pessinonte et Ancyre.
En 189 av. J.-C., la Galatie fut contrainte à faire la paix avec Rome et son allié le royaume de Pergame lors de la guerre galatienne menée par Cnaeus Manlius Vulso.
En 168 av. J.-C., les Galates attaquent Eumène II de Pergame. Eumène parvient à la victoire en 166 av. J.-C.. Une intervention diplomatique des Galates auprès du Sénat romain leur garantit l'autonomie et l'intégrité de leur territoire, sous réserve qu'ils n'interviennent pas hors de leurs frontières.
En 86 av. J.-C., Mithridate VI, roi du Pont, massacre les tétrarques de Galatie et leurs familles, et s'empare de ce territoire. Les interventions romaines menées par Sylla, puis Lucullus et Pompée restaurent l'autonomie des tribus galates. Déiotaros, survivant du massacre perpétré par Mithridate, impose à partir de 57 av. J.-C. sa prépondérance aux autres tétrarques.

#### Période romaine
À la mort d'Amyntas, en 25 av. J.-C., Auguste transforme en province cette région stratégique pour les territoires romains en Asie mineure. Il s'agissait d'une province impériale proprétorienne car administrée par un légat d'Auguste propréteur. Sa métropole était Ancyre (actuelle Ankara). Une cinquantaine de gouverneurs romains de la Galatie entre son annexion et la période 240-260 ap. J.-C. sont connus d'après les citations d'historiens antiques comme Tacite et Dion Cassius, les inscriptions honorifiques ou sur les bornes milliaires et quelques émissions monétaires locales.
Sous la tétrarchie, elle fut partagée en deux provinces : la Galitie et la Galatie salutaire (Galatia salutaris), qui relevèrent du diocèse pontique (diocesis Pontica) dont le vicaire résidait à Nicomédie (actuelle Izmit).
Selon le Synekdèmos d'Hiéroclès, la Galatie était divisée en trois provinces :
- la Paphlagonie, comprenant Pagra ou Gangra, Pompeiopolis, Sora, Amastrium, Junopolis et Dadybra ;
- la Galatie A, comprenant Ancyre (métropole), Tabia, Aspona, Cinna, Reganalia, Regemnesus et Héliopolis ;
- la Galatie B, comprenait Pessinonte, Maurecium, Pitinesus, Acorium, Claneus, Regnetnocade ou Regnetnoanade, Eudoxias, Myracion et Germia.

Elle a été évangélisée dès les débuts de l'ère chrétienne. Le canon du Nouveau Testament contient une épître de Paul aux Galates. Dans la seconde moitié du IVe siècle, sous l'impulsion de Basile le Grand, de nombreux ermitages orthodoxes s'implantent en Galatie, en réponse à l'arianisme qui est alors en plein essor et qui a les faveurs de l'empereur Valens : basiliques et oratoires se multiplient.

### Liste (partielle) des gouverneurs romain de Galatie.

#### Règne d'Auguste
- Marcus Lollius (-25 à -22)
- Lucius Calpurnius Piso Pontifex (-14 à -13)
- Arruntius Aquila (-6)
- Publius Sulpicius Quirinus (-5 à -3)
- Marcus Servilius Nonianus (3)
- Marcus Plautius Silvanus (6 à 7)
- Sextus Sotidius Strabo Libuscidianus (13 à 16)

#### Règne de Tibère
- Priscus (vers 16 à 20 ou 21)
- Metilius (20 à 25 ou 21 à 26)
- Fronto (25 à 29 ou 26 à 30)
- Silvanus (29 à 33 ou 30 à 34)
- Titus Helvius Basila (vers 33 à vers 37)

#### Règne de Claude
- Marcus Annius Afrinus (49 à 54)

#### Règne de Néron
- Quintus Petronius Umbrinus (54 à 55)
- Lucius Nonius Calpurnius Torquatus Asprenas (69)

Entre 70 et 111, la Galatie est rattaché à la Cappadoce.

#### Règne de Trajan
- Lucius Caesennius Sospes (111 à 114)
- Caius Iulius Quadratus Bassus (vers 114)
- Lucius Catilius Severus (114 à 117)

#### Règne d'Hadrien
- Lucius Cossonius Gallus (117 à 119)

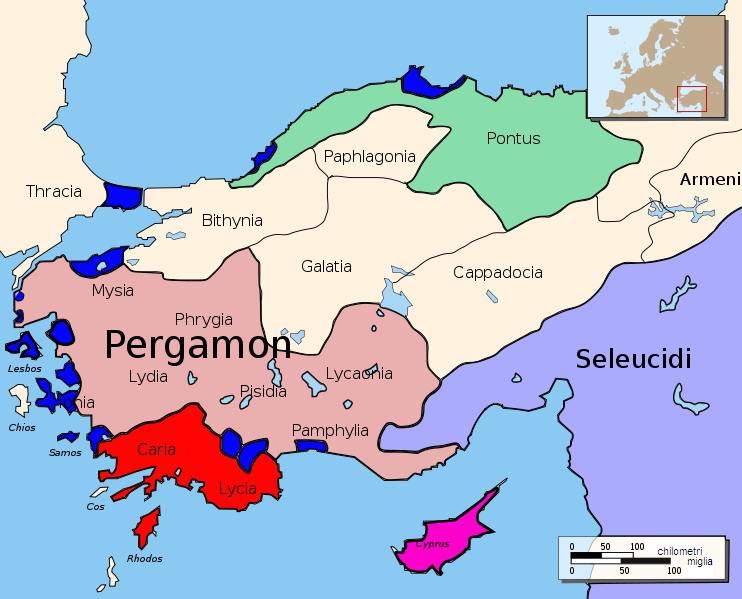
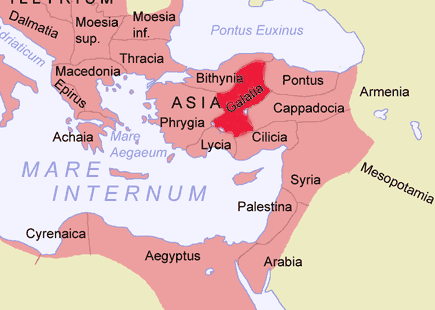
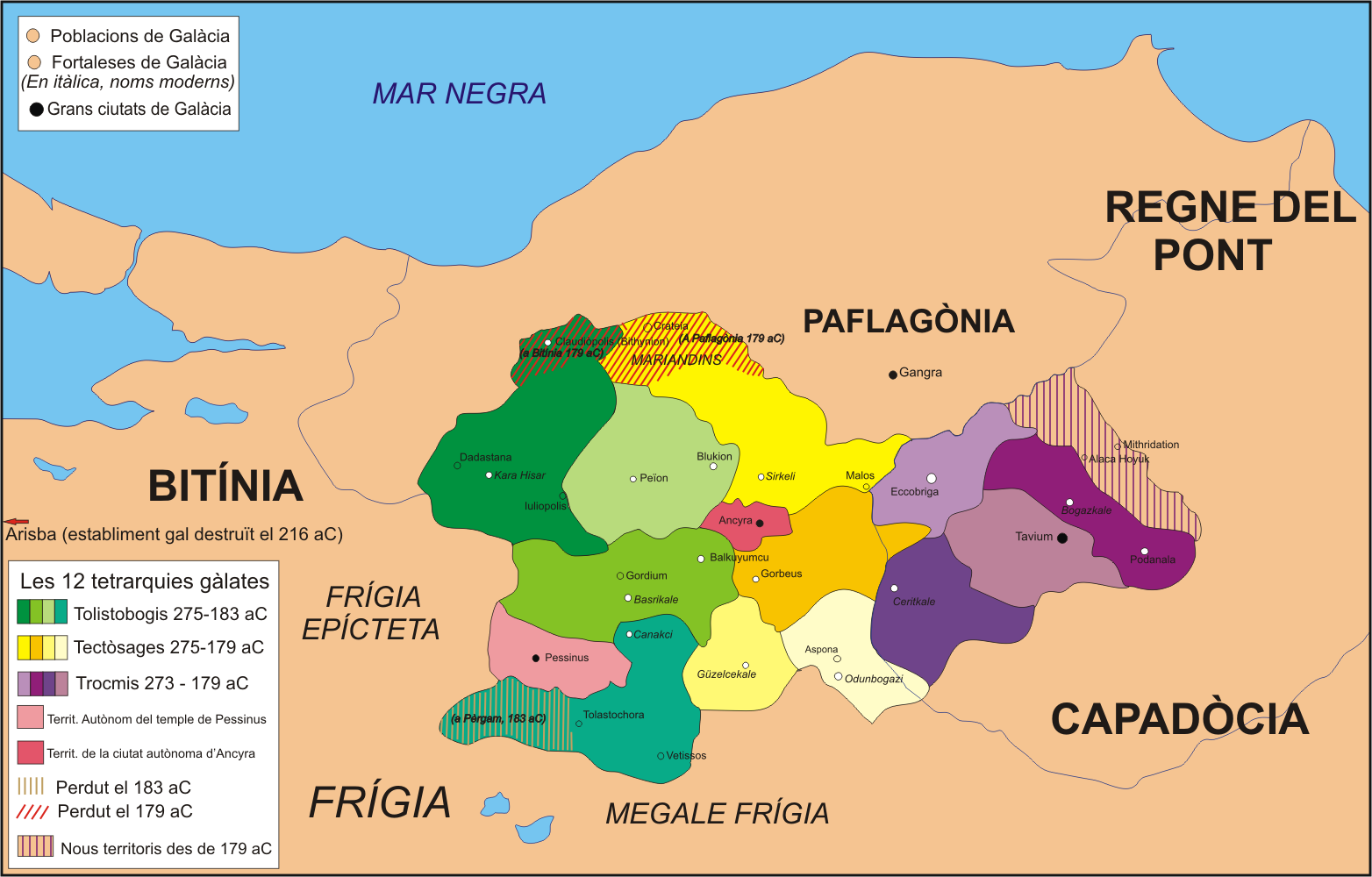

- Aulus Larcius Macedo (119 à 122)

### Moyen Âge
À l'époque byzantine, la Galatie a fait partie du thème des Bucellaires (grec moderne : θέμα Βουκελλάριôν, Thema Boukellariôn ou « Thème des vachers »).
À la suite de la bataille de Manzikert, en 1071, la Galatie est conquise par les Turcs seldjoukides, menés par Alp Arslan, qui vainc l'empereur byzantin Romain IV Diogène. Deux sultanats turcs, celui des Danichmendides établis à Sébastée et celui des Seldjoukides établis à Iconium, se mettent en place. Les Seldjoukides se heurtent cependant aux Croisés qui, à partir de 1099, ravagent le pays, pillant sans distinction chrétiens et musulmans.
En 1299, Osman Gazi, un bey vassal du sultan seldjoukide, profitant de la décomposition de l'empire seldjoukide, se fait proclamer sultan sous le nom d'Osman Ier, fondant ainsi la dynastie ottomane. Cette dernière s'empare progressivement des autres beylicats issus de la fragmentation des Seldjoukides. La Galatie est une des principales régions d'installation des Turcs en Anatolie, et la population autochtone aussi devient turque et musulmane au fil des conversions (entre autres, pour ne plus payer le haraç : impôt sur les non-musulmans, et pour ne plus subir le devchirmé : enlèvement des jeunes garçons pour en faire des soldats musulmans dans le corps des janissaires). Mosquées et caravansérails se multiplient dans le pays.

### Époque moderne
Sous l'Empire ottoman, l'ancienne Galatie, dont le nom n'est plus usité, est intégrée à l'eyalet d'Anadolu, puis au vilayet d'Ankara. Actuellement, elle est partagée entre les provinces turques modernes d'Ankara, Amasya, Çankırı, Çorum, Kırıkkale, et partiellemnent Bolu, Karabük et Kastamonu.

## Souverains de Galatie
- 63-40 av. J.-C. : Déiotaros Philoromaios ;
  - 51-3 av. J.-C. : Déiotaros (II) Philopator, son fils associé ;
- 40-37 av. J.-C. : Castor (II), fils d'un tétrarque des Tectosages, et d'une fille de Déiotaros ;
- 37-25 av. J.-C. : Amyntas, tétrarque des Trocmes, époux d'une autre fille de Déiotaros.